# Яблонский, Виктор Викторович
Ви́ктор Ви́кторович Ябло́нский (укр. Віктор Вікторович Яблонський; род. 6 января 1970, Киев, СССР) — советский, украинский и российский футболист, полузащитник, тренер

## Карьера
Воспитанник киевского «Динамо». В 1992—1995 годах выступал за одесский «Черноморец», дважды выигрывал с командой Кубок Украины, один раз становился серебряным призёром и дважды бронзовым призёром Чемпионат Украины. В 1995—1998 годах и в 2001 году выступал за калининградскую «Балтику», провёл в её составе 93 матча в Высшей лиге. В 2003—2007 годах являлся тренером «Балтики».

## Достижения
- Обладатель Кубка Украины по футболу: 1992, 1993/94
- Серебряный призёр Чемпионата Украины по футболу: 1994/95
- Бронзовый призёр Чемпионата Украины по футболу: 1992/93, 1993/94
- В списках лучших футболистов Украины[укр.]: 1992